# Les Prodiges
Cet article concerne la web-série humoristique. Pour l'émission de télévision, voir Prodiges.
Les Prodiges est une série télévisée québécoise réalisée par Patrick St-Martin, produite par Koze et diffusée sur YouTube (saison 1 - 2017) et TOU.TV (saison 2 - 2019) . La série est propulsée grâce à la participation du Fonds Bell (en). 
Les principaux comédiens qui jouent dans la série sont Julien Lacroix, Yannick De Martino, Louise Richer, Alexandre Bisaillon et Samuel Tétreault.

## Synopsis
Lors de la première saison, les humoristes Julien Lacroix et Yannick De Martino décident qu'ils en ont assez de l'humour. Ceux-ci envisagent de prendre un virage artistique afin de devenir comédiens et de s'accomplir au niveau artistique,. Ils auto-financent donc une petite équipe de production afin de documenter leur ascension vers le succès. Celui-ci atteindra son apogée lorsque les comédiens auto-proclamés réussiront à devenir les vedettes principales d'une publicité de tacos.
La deuxième saison reprend sur l'impact du succès connu par « les prodiges » à la suite des retombées de l'exposition internationale acquise par la publicité. Maintenant figures publiques, ceux-ci annoncent la diffusion d'un film auto-biographique en direct lors d'un talk show. À la surprise générale, Julien et Yannick doivent alors monter en vitesse une équipe de production afin de créer un court-métrage à la hauteur des attentes,.

## Fiche technique
- Titre original: Les prodiges
- Réalisation: Patrick St-Martin
- Production: Vincent Chabot, Pierre-Luc Miville, Patrick St-Martin et Sébastien St-Martin
- Sociétés de production: Koze
- Sociétés de distribution: ICI TOU.TV
- Pays d'origine:  Canada
- Langue originale: Français québécois
- Genre: Série télévisée policière
- Nombre de saisons: 2
- Nombre d'épisodes: 17
- Durée: 8-12 minutes

## Liste des épisodes

### Saison 1 (2017)
1. Prélude
2. La Figuration
3. L'Investissement
4. L'Audition
5. Le Stand up
6. La Poésie
7. Le Gérant

### Saison 2 (2019)
1. Spielberg
2. Cocaïne et "beachbabe"
3. Deux longs chiens
4. Mon pudding
5. Des M-O-N-S-E-S
6. Ta bouffonne de mère
7. J'suis le bébé
8. Du piquant et du doux
9. Corée du Nord, 1646
10. Des chics types

## Distribution

### Acteurs principaux
- Julien Lacroix : Julien
- Yannick De Martino : Yannick

### Acteurs récurrents
- Louise Richer - La productrice (saison 2)
- Alexandre Bisaillon - Biz (saison 1 et 2)
- Samuel Tétreault - Sam (saison 1 et 2)

### Apparitions spéciales
- Catherine Brunet (saison 2 épisode 8)
- Éric Bruneau (saison 2 épisode 4)
- Patrice Bélanger (saison 2 épisodes 1 et 9)
- Anne-Élisabeth Bossé (saison 2 épisodes 1 et 9)
- Jonathan Roberge (saison 2 épisodes 5, 9-10)
- Vincent Kim (saison 2 épisode 4)
- Jean-Sébastien Girard (saison 2 épisode 4)
- Angelo Schiraldi (saison 1 épisode 7 et saison 2 épisodes 2 et 9)
- Jonathan Cormier (saison 2 épisodes 5, 9-10)
- Pierre Chagnon (saison 2 épisodes 6, 9-10)
- Alphé Gagné (saison 2 épisodes 4-5 et 9)
- Sébastien René (saison 2 épisodes 3 et 7)
- Marie-Josée Gauvin (saison 2 épisodes 8-9)
- Keven Raphaël (saison 2 épisode 9)
- Mirieme Ndiaye (saison 2 épisode 9)
- Matthieu Pepper (saison 2 épisode 3)
- Mickaël Gouin (saison 1 épisode 2)
- Philippe-Audrey Larrue St-Jacques (saison 1 épisode 6)
- Simon Gouache (saison 1 épisode 5)
- Laurent Paquin (saison 1 épisode 5)
- François Tousignant (saison 1 épisode 6)
- Fred Dubé (saison 1 épisode 6)
- Maxime Genois (saison 1 épisode 3)
- Zoé Tremblay (saison 1 épisode 3)
- Richardson Zéphir (saison 1 épisode 4)
- Pierre-François Legendre (saison 1 épisode 2)
- Rose-Marie Perreault (saison 1 épisode 6)
- Joanie Guérin (saison 1 épisode 2)
- David Beaucage (saison 1 épisode 4)
- Vanessa Duchel (saison 1 épisode 7)
- Gabriel Lemire (saison 1 épisode 4)

## Accueil

### Réception critique
La saison 1 diffusée exclusivement sur YouTube a reçu plus de 3M de visionnements.

### Prix et distinctions
- La saison 1 de la série Les Prodiges a été nommée au Gala Les Olivier 2018 pour la série web humoristique de l'année[9].
- La saison 2 de la série Les Prodiges a été nommée au Gala Les Oliviers 2019 pour la série web humoristique de l'année et texte de l'année: série télé ou web humoristique[10],[11].
- La série Les Prodiges a reçu une subvention en 2018 du programme de séries numériques de format court (fiction scénarisée) du Fonds Bell[3].